# Meriserica oberthuri
Meriserica oberthuri är en skalbaggsart som beskrevs av Brenske 1898. Meriserica oberthuri ingår i släktet Meriserica och familjen Melolonthidae. Inga underarter finns listade i Catalogue of Life.